# Avianca Perú
Avianca Perú S.A. (precedentemente TACA Perú) era una compagnia aerea con sede a Lima, Perù. Forniva collegamenti aerei  nazionali e internazionali. La sua base principale era l'aeroporto internazionale Jorge Chávez di Lima. La compagnia aerea operava su 18 aeroporti. Faceva parte del gruppo Synergy e operava i suoi voli con i codici TACA Airlines. Attraverso Synergy Group, era una delle sette compagnie aeree con marchio nazionale (Avianca Ecuador, Avianca Costa Rica, ecc.) nel gruppo Avianca Holdings di compagnie aeree latinoamericane. La compagnia aerea ha cessato tutte le operazioni il 10 maggio 2020.